# Donacia jacobsoni
Donacia jacobsoni es una especie de insecto coleóptero de la familia Chrysomelidae.
Fue descrita científicamente en 1927 por Semenov & Reichardt.